# Verwaltungsgemeinschaft Limbach-Fahrenbach
In der vereinbarten Verwaltungsgemeinschaft Limbach-Fahrenbach im baden-württembergischen Neckar-Odenwald-Kreis haben sich zwei Gemeinden zur Erledigung ihrer Verwaltungsgeschäfte zusammengeschlossen. Der Sitz der vereinbarten Verwaltungsgemeinschaft liegt in Limbach (erfüllende Gemeinde).

## Mitgliedsgemeinden
Mitglieder dieser durch eine öffentlich-rechtliche Vereinbarung entstandenen Verwaltungsgemeinschaft sind:
- Gemeinde Limbach, 4478 Einwohner, 43,59 km²
- Gemeinde Fahrenbach, 2668 Einwohner, 16,41 km²

## Geschichte
Die Verwaltungsgemeinschaft wurde am 1. Januar 1976 gegründet.

## Struktur und Aufgaben
Ein gemeinsamer Ausschuss aus Vertretern der beteiligten Gemeinden entscheidet über die Erfüllungsaufgaben. Vorsitzender des gemeinsamen Ausschusses ist der Bürgermeister (Bruno Stipp) der erfüllenden Gemeinde (Limbach). Die „vereinbarte Verwaltungsgemeinschaft“ ist nicht selbst rechtsfähig, da sie keine Körperschaft des öffentlichen Rechts und damit auch kein Gemeindeverband ist. Den Umfang der übertragenen Aufgaben der vereinbarten Verwaltungsgemeinschaft bestimmt § 61 der baden-württembergischen Gemeindeordnung.